# Chad le Clos
Chad Guy Bertrand le Clos (Durban, 12 de abril de 1992) é um nadador sul-africano.

## Carreira
Nos Jogos Olímpicos de Londres 2012, ficou em quinto lugar nos 400 metros medley, segundo lugar nos 100 metros borboleta e venceu a prova dos 200 metros borboleta, superando Michael Phelps.
Em 15 de dezembro de 2022, conquistou o ouro no 200 m borboleta do Campeonato Mundial em Piscina Curta e estabeleceu o novo recorde africano da prova com o tempo de um minuto, 48 segundos e 27 centésimos. Três dias depois, obteve o título do 100 m borboleta no mesmo evento.